# 論事
《論事》（巴利語：[Kathāvatthu] 错误：{{Lang}}：语言标签：IAST 无法识别（帮助）），为《巴利三藏》中論藏的组成部分，南传上座部佛教典籍。《論事》分为二十三品，为二百一十七论，記載了南傳上座部佛教之外的其他佛教部派的不同學說。《島史》記載《論事》在第三次結集中，由目犍連子帝須完成。

## 譯本

### 漢譯
- 郭哲彰譯，漢譯南傳大藏經·論事（第61-62冊），1997，元亨寺妙林出版社（包含論事注中的部執簡介）

### 英譯
- S.Z. Aung & C.A.F. Rhys Davids譯，Points of Controversy，1915，Bristol: Pali Text Society，SuttaCentral 網路版 （页面存档备份，存于）

## 外部連結
- 《論事》中譯本──. CBETA Online.   [2020-05-27]. （原始内容存档于2020-08-17）.
- 《論事》英譯本──.